# 陸景先
陸景先，字希喆，松江府華亭縣（今上海市松江區）人。明朝政治人物。

## 生平
弘治十一年（1498年）戊午科應天鄉試第十一名舉人。歴官臨江府、太平府、慶遠府推官